# NGC 4572
NGC 4572 (другие обозначения — UGC 7775, MCG 12-12-12, ZWG 352.37, PGC 41991) — галактика в созвездии Дракона.
Возможно, галактика относится к так называемым «экстремальным спиральным галактикам», которые выделяются очень яркими на фоне остального диска, раскрытыми спиральными рукавами. В то же время, её видимые внешне особенности могут быть объяснены искривлённой формой диска и наличием большого количества вещества вне плоскости диска. Учитывая наличие поблизости крупной эллиптической галактики NGC 4589, а также небольшого компаньона NGC 4572, возможно, что галактика подвергается приливному взаимодействию.
Этот объект входит в число перечисленных в оригинальной редакции «Нового общего каталога».